# 亚述-丹一世
亚述-丹一世（英語：Ashur-dan I）（？—前1133年），中亚述时期的亚述国王（公元前1179年—公元前1133年在位）他在位46年，多次与埃兰发生冲突，双方互有胜负。他死后亚述局势动荡不安，至亚述雷什伊希一世时期才为缓和。
| 前任： 尼努尔塔-阿帕尔-伊库尔 | 亚述国王 前1179年－前1133年 | 繼任： 亚述雷什伊希一世 |